# 17546 Osadakentaro
17546 Osadakentaro este o planetă minoră (asteroid) din centura de asteroizi. A fost descoperită pe 19 septembrie 1993 la Kitami de Kin Endate. 
Obiectul prezintă o orbită caracterizată de o semiaxă mare de 2,2101946 UAi, o excentricitate de 0,13, o înclinație de 4,57342 ° în raport cu ecliptica.